# Royganj
Royganj è un sottodistretto (upazila) del Bangladesh situato nel distretto di Sirajganj, divisione di Rajshahi. Si estende su una superficie di 267,83 km² e conta una popolazione di 317.666  abitanti (censimento 2011).